# Acantharachne
Acantharachne is een geslacht van spinnen uit de  familie van de wielwebspinnen (Araneidae).

## Soorten
- Acantharachne cornuta Tullgren, 1910
- Acantharachne giltayi Lessert, 1938
- Acantharachne lesserti Giltay, 1930
- Acantharachne madecassa Emerit, 2000
- Acantharachne milloti Emerit, 2000
- Acantharachne psyche Strand, 1913
- Acantharachne regalis Hirst, 1925
- Acantharachne seydeli Giltay, 1935